# Aschiphasma
Aschiphasma is een geslacht van wandelende takken uit de familie Aschiphasmatidae. De wetenschappelijke naam van dit geslacht is voor het eerst voorgesteld door John Obadiah Westwood in een publicatie uit 1834. De soorten van dit geslacht komen voor in India en Zuidoost-Azië.

## Soorten
Het geslacht Aschiphasma omvat de volgende soorten:
- Aschiphasma annulipes Westwood, 1834
- Aschiphasma piceum Redtenbacher, 1906